# Roberto Calderoli
Roberto Calderoli (n. 18 aprilie 1956, Bergamo, Italia) este un politician italian.